# 1972年札幌オリンピックの会場

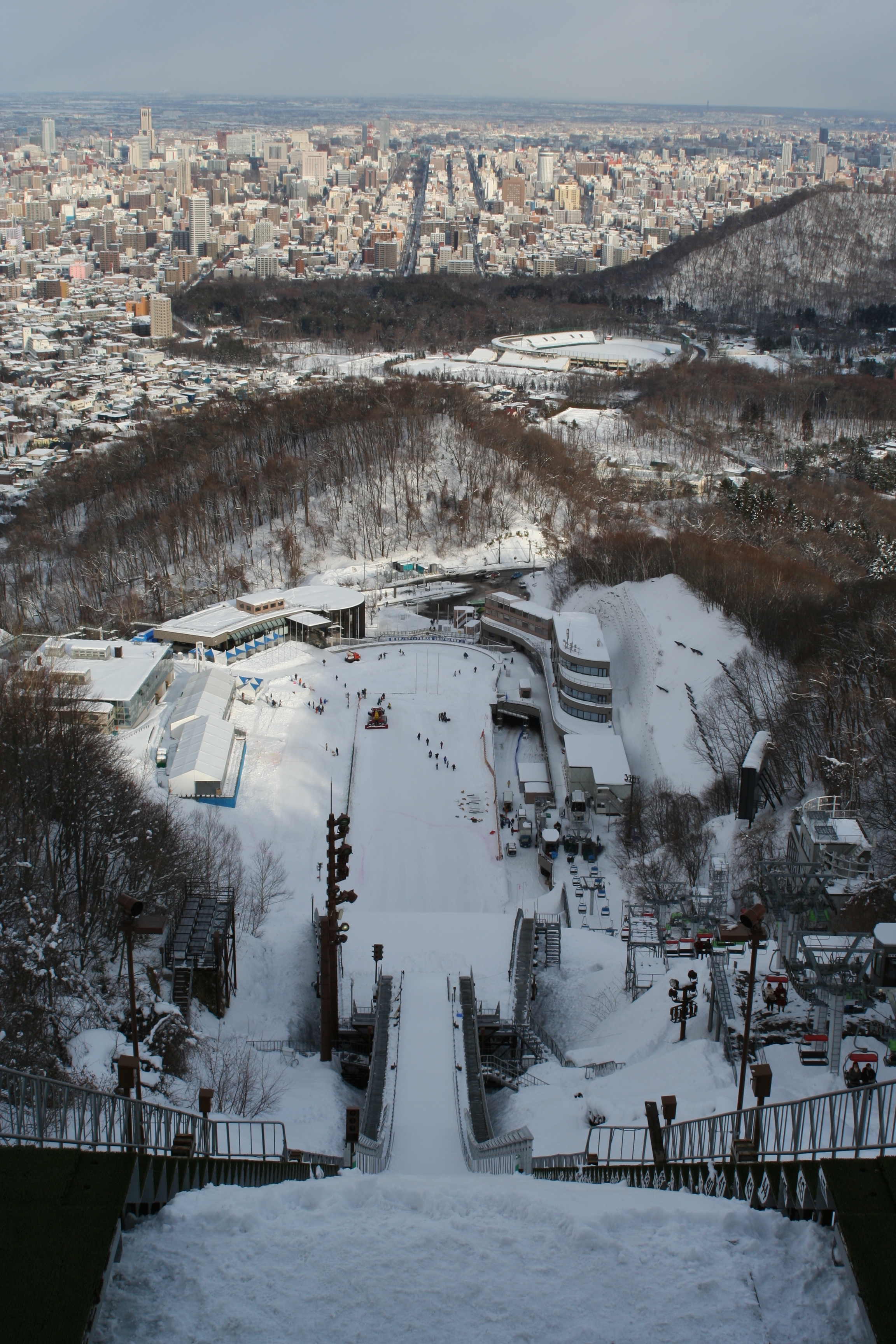
大倉山ジャンプ競技場から望む札幌市街

1972年札幌オリンピックの会場（1972ねんさっぽろオリンピックのかいじょう）は、真駒内のオリンピック村から半径約30kmの範囲内に配置され、真駒内、大倉山・宮の森、手稲山の主に3地区に集約されることとなった。大会の開会式はスピードスケート競技の会場でもある真駒内の屋外競技場にて、閉会式は同じ真駒内公園内の屋内スケート競技場にて行われた。
建設は札幌オリンピック開催前年2月のテスト大会に使用できるよう進められ、1970年にはほとんど完成していた。

## 競技会場
会場建設の本工事は1968年に開始され、月寒屋内スケート競技場を除くすべてが札幌オリンピック前年1971年2月のテスト大会「札幌国際冬季スポーツ大会」に間に合うよう完成した。月寒の競技場は、アイスホッケー競技が真駒内と美香保の両競技場で消化できるため、他の施設より遅れて着工し1971年11月に竣工した。
| 会場                         | 競技                                       | 収容人数 | 参照  |
| ---------------------------- | ------------------------------------------ | -------- | ----- |
| 真駒内スピードスケート競技場 | 開会式、スピードスケート                   | 50,000   | [ 2 ] |
| 真駒内屋内スケート競技場     | 閉会式、フィギュアスケート、アイスホッケー | 12,000   | [ 3 ] |
| 真駒内距離競技場             | クロスカントリースキー                     | -        | [ 4 ] |
| 真駒内バイアスロン競技場     | バイアスロン                               | -        | [ 5 ] |
| 美香保屋内スケート競技場     | フィギュアスケート                         | 2,000    | [ 6 ] |
| 月寒屋内スケート競技場       | アイスホッケー                             | 6,000    | [ 7 ] |

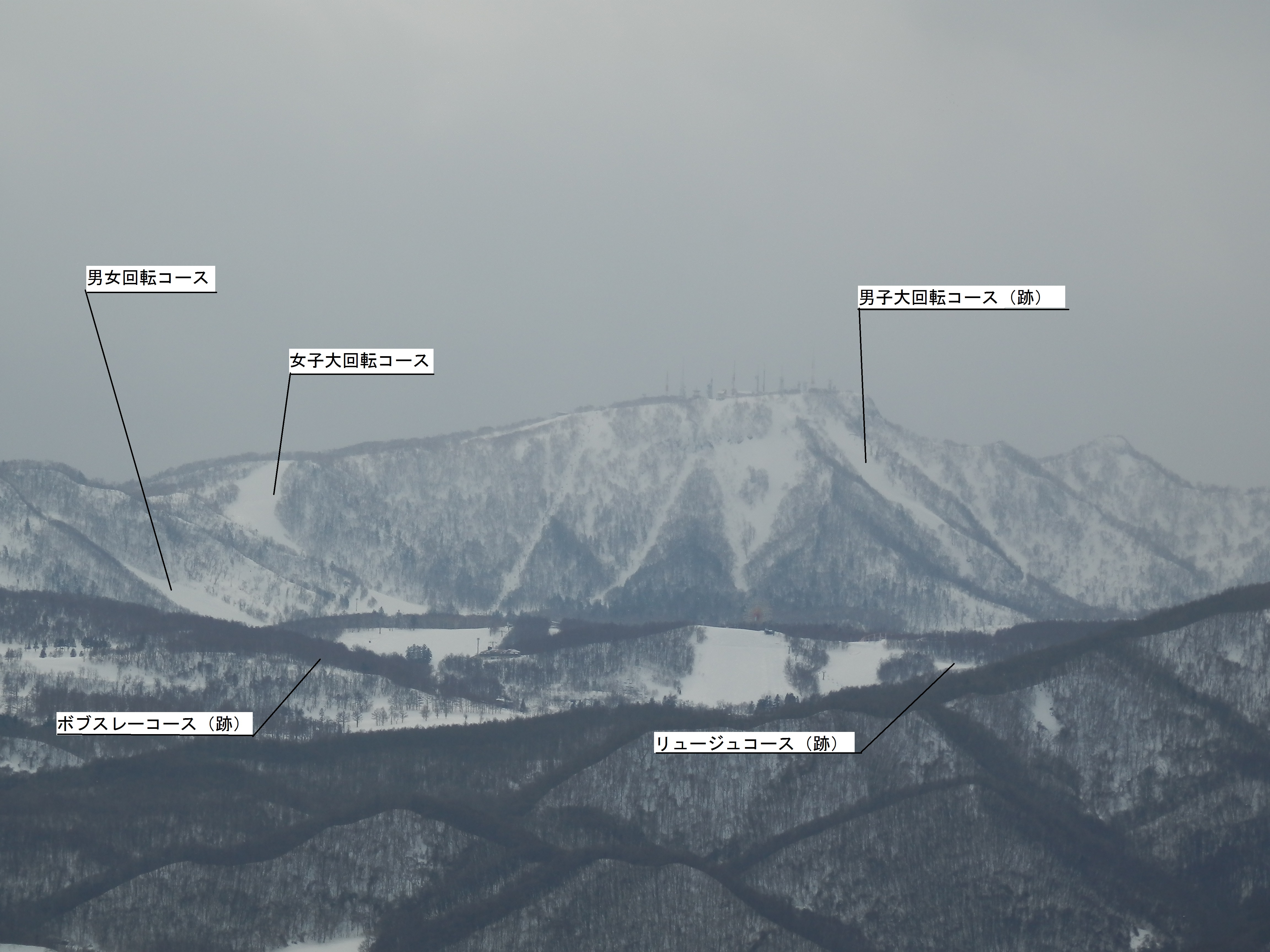
手稲山競技場

大倉山のシャンツェは1931年に民間の資金で建設され、開催が取り下げられた1940年札幌オリンピックでも会場に選ばれた。
| 会場                   | 競技                 | 参照   |
| ---------------------- | -------------------- | ------ |
| 大倉山ジャンプ競技場   | スキージャンプ90m級  | [ 11 ] |
| 宮の森ジャンプ競技場   | スキージャンプ70m級  | [ 12 ] |
| 手稲山大回転競技場     | アルペンスキー大回転 | [ 13 ] |
| 手稲山回転競技場       | アルペンスキー回転   | [ 14 ] |
| 手稲山ボブスレー競技場 | ボブスレー           | [ 15 ] |
| 手稲山リュージュ競技場 | リュージュ           | [ 16 ] |
| 恵庭岳滑降競技場       | アルペンスキー滑降   | [ 17 ] |

手稲山リュージュ競技場が天候の都合で使えない場合の予備コースとして、選手村の南9kmにある藤野のスキー場に藤野リュージュ競技場が整備された。

## 大会後
大倉山ジャンプ競技場と宮の森ジャンプ競技場は、ノルディックスキー世界選手権が初めてアジアで開催された2007年札幌大会でも、スキージャンプの会場として使用された。スキージャンプ・ワールドカップでは、第1回の1980年以来ほぼ毎年サーキットに組み込まれている。
手稲山リュージュ競技場はその後に撤去され、手稲山ボブスレー競技場も、長野に1998年冬季オリンピックのトラックが造成された後、閉鎖された。大会の予備コースであった藤野リュージュ競技場は札幌オリンピックの実際の競技では使用されなかったが、日本国内に2箇所あるリュージュ競技場のうちの1つとなっている。
恵庭岳滑降競技場は、競技のために山腹の樹木を広範囲に伐採することが環境保護団体などから批判を浴び、大会終了後に植林による再緑化がなされた。また撤去された索道施設はのぼりべつクマ牧場に移設され1992年頃まで使用された。